# Markus Hipfl
Markus Hipfl  est un joueur autrichien de tennis, né le 26 avril 1978 à Wels.
Il possède un triste record, celui de la plus longue série de matchs joués jusqu'au cinquième set sans victoire avec 9 matchs (8 en Grand Chelem et 1 en Coupe Davis), il n'a d'ailleurs jamais gagné un match joué dans le cinquième set. En Coupe Davis, il comptabilise 10 victoires pour 4 défaites en simple.

## Palmarès

### Finale en simple messieurs
| No | Date       | Nom et lieu du tournoi                            | Catégorie   | Dotation  | Surface      | Vainqueur       | Score    |          |
| -- | ---------- | ------------------------------------------------- | ----------- | --------- | ------------ | --------------- | -------- | -------- |
| 1  | 21-05-2001 | International Raiffeisen Grand Prix, Sankt Pölten | Int' Series | 400 000 $ | Terre (ext.) | Andrea Gaudenzi | 6-0, 7-5 | Parcours |

## Résultats en Grand Chelem

### En simple
| Année | Open d'Australie | Open d'Australie | Roland-Garros | Roland-Garros | Wimbledon | Wimbledon          | US Open  | US Open          |
| ----- | ---------------- | ---------------- | ------------- | ------------- | --------- | ------------------ | -------- | ---------------- |
| 1999  | 1er tour         | Wayne Ferreira   | 1er tour      | Carlos Moyà   | 1er tour  | Marc Rosset        | 2e tour  | Richard Fromberg |
| 2000  | 1er tour         | Jiří Novák       | 2e tour       | Hicham Arazi  | 1er tour  | Arnaud Di Pasquale | 1er tour | Adrian Voinea    |
| 2001  | -                | -                | 1er tour      | Marat Safin   | 1er tour  | Stéphane Huet      | 1er tour | Marcelo Ríos     |
| 2002  | 2e tour          | Thomas Johansson | 1er tour      | Oleg Ogorodov | 1er tour  | Nicolas Thomann    | -        | -                |

À droite du résultat, l'ultime adversaire.